# Chronik der deutschen Teilung
Die Chronik der Teilung Deutschlands umfasst Geschehnisse vom Ende des Zweiten Weltkrieges bis zur Deutschen Wiedervereinigung im Jahre 1990. Deutschland wurde aufgrund der Kriegsniederlage in vier Besatzungszonen geteilt, welche von den Hauptsiegermächten kontrolliert und geleitet wurden.

## 1944
Im Rahmen des Morgenthau-Plans diskutierte eine Minderheit unter den Alliierten verschiedene Varianten zur Aufteilung Deutschlands.
Auf Basis des Plans wurden durch einzelne Personen in wenigen Ressorts des britischen und US-amerikanischen Außenministeriums folgende Grenzziehungsvarianten kontrovers diskutiert:
- Annexion von Teilen Hinterpommerns durch Polen bei gleichzeitiger Grenzziehung an der östlich gelegenen Glatzer Neiße.
- Zusammenschluss Österreichs mit Ungarn zur Donauföderation (kleine Lösung).
- Annexion westdeutscher Grenzgebiete durch die Niederlande bis an Rhein und Weser (Niederländische Annexionspläne nach dem Zweiten Weltkrieg).
- Annexion kleinerer Grenzgebiete durch Belgien über das Eupen-Malmedy Gebiet hinaus (Belgische Annexionspläne nach dem Zweiten Weltkrieg).
- Annexion kleinerer moselfränkischsprachiger Grenzgebiete durch Luxemburg (Luxemburgische Annexionspläne nach dem Zweiten Weltkrieg).
- Zusammenschluss Österreichs mit Ungarn und der Tschechoslowakei zur Donauföderation (große Lösung).

Die Gegner des Plans auf amerikanischer sowie britischer Seite waren jedoch in der Mehrheit und lehnten die darin erhobenen radikalen Forderungen ab, so dass der Morgenthau-Plan nie zur Grundlage der Politik gegenüber Deutschland reifte.

## 1945
Im Jahre 1945 wurde auf der Konferenz von Jalta vom 4. Februar bis 11. Februar die Aufteilung Europas und Teilung Deutschlands in Besatzungszonen beschlossen. Außerdem bestimmte man die deutsche Hauptstadt Berlin zum Sitz des zukünftigen Alliierten Kontrollrats und zu diesem Zweck in vier Sektoren zu unterteilen (Viersektorenstadt). Nachdem die sowjetischen Truppen am 16. April 1945 ihren letzten großen Angriff ausführten, trafen sie erstmals am 25. April 1945 an der Elbe bei Torgau auf amerikanische Truppen.
Aufgrund der ersichtlichen Niederlage beging Adolf Hitler am 30. April in Berlin Suizid. Sein von ihm bestimmter Nachfolger als Reichspräsident Großadmiral Karl Dönitz amtierte formell bis zur Verhaftung der Geschäftsführenden Reichsregierung am 23. Mai 1945 in Flensburg-Mürwik. Am 1. Mai 1945 traf das Leitungsmitglied der Exil-KPD Walter Ulbricht an der Spitze der „Gruppe Ulbricht“ in Deutschland ein. Wie zwei ähnliche Gruppen begann sie in Absprache mit den sowjetischen Kommandanturen kommunistische Bürgermeister und Bezirksverwaltungen in Berlin und der künftigen Sowjetischen Besatzungszone (SBZ) einzusetzen. Am 8. Mai endete mit der bedingungslosen Kapitulation der Wehrmacht der Zweite Weltkrieg in Europa. Die Alliierten übernahmen die oberste Regierungsgewalt in Deutschland.

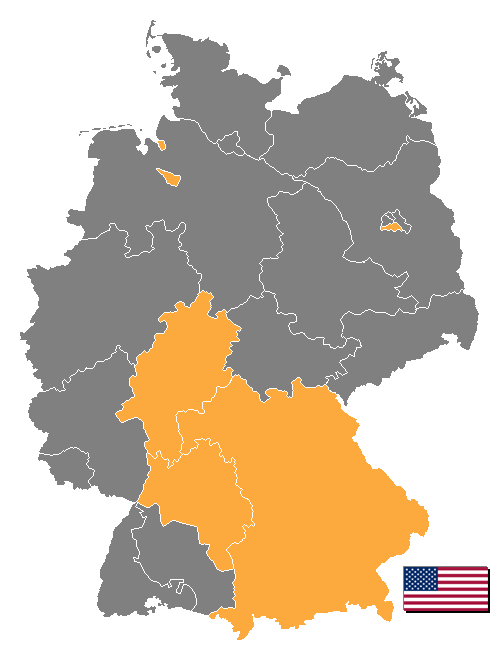
Amerikanische Besatzungszone (in der Fläche bis Dez. 1945 und ab April 1947)
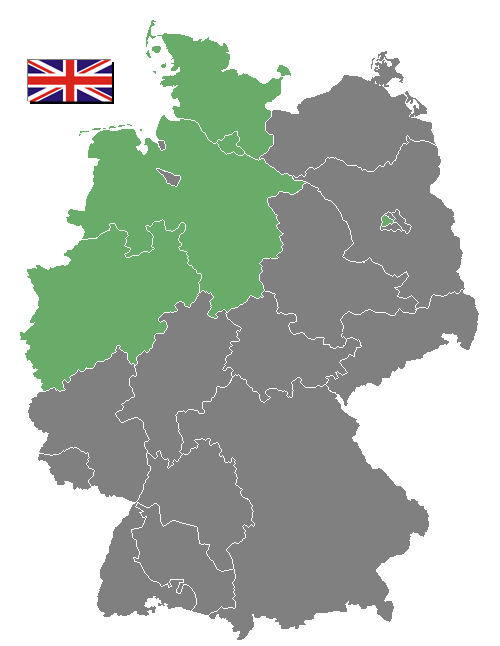
Britische Besatzungszone (in der Fläche bis Dez. 1945 und ab April 1947)
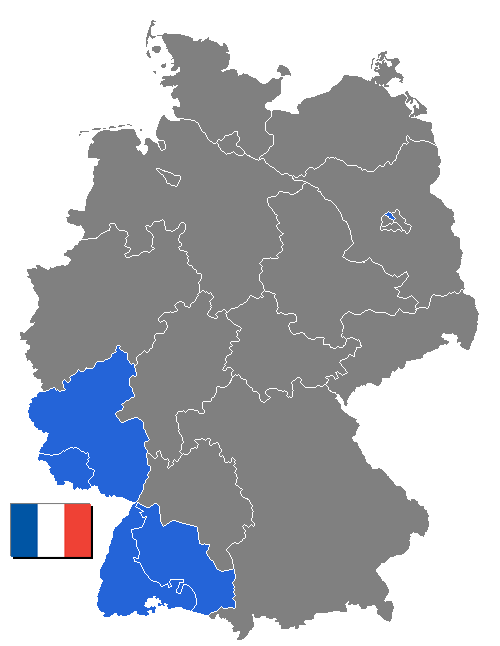
Französische Besatzungszone (in der Fläche bis Dez. 1945)
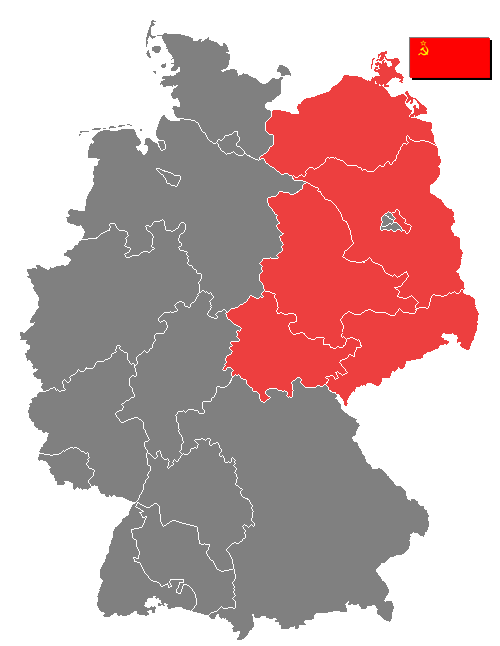
Sowjetische Besatzungszone (SBZ)

zu den Einzelheiten siehe: Besatzungszone
Bereits am 10. Juni 1945 ließ die Sowjetunion Parteien und Gewerkschaften in ihrer Zone zu. So wurden die KPD am 11. Juni, die SPD am 15. Juni, die CDU am 26. Juni und die LPD (LDPD) am 5. Juli 1945 neugegründet. Am 9. Juli erfolgte die Bildung der SBZ und die Neuerrichtung der Länder. Vom 17. Juli bis zum 2. August 1945 fand die Potsdamer Konferenz auf Schloss Cecilienhof in Potsdam statt. Dort wurden unter anderem die Einzelheiten der Aufteilung Deutschlands in vier Besatzungszonen sowie das Besatzungsrecht in diesen Zonen vereinbart. Die Konferenz endete mit dem Potsdamer Abkommen vom 2. August 1945. Auf der Basis des Potsdamer Protokolls errichteten die Westalliierten in ihren Zonen ein Mehrparteiensystem und ließen viele demokratische Parteien zu. Am 26. Juli legt das 3. EAC-Zonenprotokoll die Vierteilung Deutschlands einschließlich Berlins durch die Schaffung einer französischen Besatzungszone fest. Am 30. August erfolgte die Bildung des Alliierten Kontrollrates und der Alliierten Kommandantur in der Viersektorenstadt Berlin.
Vom 3. bis 11. September 1945 erließen die Provinz- und Landesverwaltungen der Sowjetischen Besatzungszone ähnlich lautende Verordnungen zur Durchführung der Bodenreform in der SBZ. Enteignet wurden landwirtschaftliche Betriebe von Großgrundbesitzern mit mehr als 100 ha Fläche und Besitzer kleinerer Betriebe, die als Kriegsverbrecher und aktive NSDAP-Mitglieder eingestuft wurden.
Mit dem 20. November begannen die Nürnberger Prozesse gegen NS-Kriegsverbrecher.

## 1946
Am 21. und 22. April 1946 fand in Ost-Berlin der Vereinigungsparteitag der KPD und der SPD statt. Auf diesem wurde die Zwangsvereinigung von SPD und KPD zur SED in der Sowjetischen Besatzungszone und Berlin beschlossen. Zu Vorsitzenden wurden Wilhelm Pieck (KPD) und Otto Grotewohl (SPD) gewählt. Erich Honecker wurde Vorsitzender der Freien Deutschen Jugend. In Berlin konnte die SPD mit Unterstützung der Westmächte überleben und gewann die Wahl zur Stadtverordnetenversammlung von Groß-Berlin 1946. Berlin bekam einen sozialdemokratisch dominierten Magistrat.
US-Außenminister Byrnes verkündete am 6. September in Stuttgart die längerfristige Präsenz westlicher alliierter Soldaten in Deutschland. Am 2. Dezember unterzeichneten die Vereinigten Staaten und das Vereinigte Königreich Verträge über die Zusammenlegung der britischen und amerikanischen Zone zur Bizone um ein einheitliches Wirtschaftsgebiet zu erhalten. In den Westzonen fanden außerdem Wahlen zu den Landtagen statt. In der Sowjetischen Besatzungszone wurden Betriebe von Kriegsverbrechern sowie Betriebe der Schwer- und Schlüsselindustrie enteignet und in Volkseigentum überführt.

## 1947
Am 12. März 1947 trug Harry S. Truman vor dem amerikanischen Kongress die Truman-Doktrin der USA vor. Sie enthielten eine Ausarbeitung um den Totalitarismus einzudämmen. Der Marshallplan, eine Konkretisierung der Truman-Doktrin zur finanziellen Unterstützung europäischer Länder wurde am 5. Juni 1947 vorgestellt. Die Unterstützung in Bezug auf den Marshallplan wurde auch der Sowjetischen Besatzungszone angeboten, diese schlug das Angebot jedoch aus. Am 6. Juni 1947 scheiterte die erste Konferenz der Ministerpräsidenten in München. Diese trafen erst wieder in ihrer Gesamtheit am 20. Dezember 1990 zusammen. Am 30. Juni 1947 wurde die „Gesellschaft zum Studium der Kultur der Sowjetunion“, aus der im Jahre 1949 die „Gesellschaft für Deutsch-Sowjetische Freundschaft“ wurde, gegründet. Zwei Monate später, am 30. September 1947 gründete sich das Kommunistische Informationsbüro. Vom 25. November bis zum 15. Dezember 1947 tagte die Außenministerkonferenz. Sie wurde aufgrund der Kritik der UdSSR an der Bizone abgebrochen. Außerdem wurde das Saarland im Jahre 1947 abgetrennt.

## 1948
In Ost-Berlin tagte am 17./18. März der Zweite Deutsche Volkskongress, in dessen Beschlüssen die Ablehnung des Marshallplans, die Anerkennung der Oder-Neiße-Grenze und ein Volksbegehren zur deutschen Einheit gefordert wurden. Von Februar bis Juni fand die Londoner Sechsmächtekonferenz statt. Die drei westlichen Besatzungsmächte (USA, Frankreich und Vereinigtes Königreich) sowie die Beneluxstaaten beratschlagten über die Selbstverwaltung und erste Organisation von Deutschland (z. B. Landtagswahlen). Sie beschlossen den Inhalt der Frankfurter Dokumente. Der Parlamentarische Rat sollte eine Verfassung ausarbeiten, die ein zukünftiges Deutschland zu einem föderalistischen und demokratischen Staat machen würde. Als Reaktion trat die UdSSR aus dem Alliierten Kontrollrat aus.
Am 20. Juni wurde die Währungsreform in den West-Zonen beschlossen. Sie wurde wenig später auch in den Westsektoren eingeführt. Am 23. Juni folgte die Sowjetische Besatzungszone. Als Reaktion auf die Einführung der D-Mark in den Westzonen, wurden in der Nacht auf den 24. Juni die Berliner West-Sektoren von der Sowjetunion abgeriegelt. Dies war der Beginn der fast einjährigen Blockade. Mit der Berliner Luftbrücke versorgten die Westalliierten die eingeschlossene Bevölkerung in West-Berlin. Am 30. November 1948 beendete die SED die einheitliche Kommunalverwaltung in Berlin, indem eine im Ostsektor von ihr zusammengerufene „außerordentliche Stadtverordnetenversammlung“ den Magistrat für abgesetzt erklärte und einen „provisorischen demokratischen Magistrat“ mit Friedrich Ebert junior (SED) als Oberbürgermeister einsetzte, den die sowjetische Besatzungsmacht sofort als einzig rechtmäßigen Berliner Magistrat anerkannte.
Die Aufstellung kasernierter Polizeiverbände (DVP, Deutsche Volkspolizei) durch die Sowjetische Militäradministration (SMAD) am 3. Juli wurde von den Westmächten als Vorstufe einer ostdeutschen Armee angesehen.

## 1949
Am 8. April wurde die Bizone zur Trizone. Die am 24. Juni 1948 gestartete Blockade West-Berlins wurde am 12. Mai beendet. Am 23. Mai erfolgte die Gründung der Bundesrepublik Deutschland auf westdeutschem Gebiet durch die Verkündigung des Grundgesetzes für die Bundesrepublik Deutschland, worauf sich der erste Deutsche Bundestag am 7. September konstituierte und der Amtsantritt der Bundesregierung am 20. September 1949 erfolgte.
Im April wurden einige grenznahe deutsche Gebiete in die Niederlande (Selfkant, Elten) und nach Belgien (Losheim, Hemmeres) ausgegliedert und kamen bis 1963 zurück zur Bundesrepublik Deutschland.
Zwischen dem 29. Mai und dem 3. Juni fand der Dritte Deutsche Volkskongress statt. Mehr als 2.000 Mitglieder wählten dabei den zweiten Deutschen Volksrat als ständiges Organ. Nur 25 % seiner 330 Mitglieder stammten aus den Westzonen. Der Volkskongress nahm die von ihm erarbeitete Verfassung für eine Deutsche Demokratische Republik einstimmig an.
Am 14. August fanden die Wahlen zum ersten Deutschen Bundestag statt. Von den 402 Mandaten errang die Union 139, die SPD 131, die FDP 52 und die KPD 15. 8 Abgeordnete aus West-Berlin hatten im Bundestag kein Stimmrecht.
Am 7. September trat der erste Deutsche Bundestag zusammen, der Konrad Adenauer (CDU) zum Bundeskanzler wählte. Als Bundeshauptstadt der Bundesrepublik wurde übergangsweise Bonn festgelegt.
Einen Monat später, am 7. Oktober 1949, trat in Ost-Berlin der Zweite Deutsche Volksrat zusammen und konstituierte sich als Provisorische Volkskammer. Anlässlich der Gründung der DDR wurde die Verfassung der Deutschen Demokratischen Republik zu geltendem Recht erklärt. Wilhelm Pieck wurde zum Präsidenten ernannt. Als Hauptstadt bestimmte der Ost-Berliner Magistrat Berlin. Am 10. Oktober übertrug die Sowjetische Militäradministration (SMAD) die Verwaltungsfunktionen an die provisorische Regierung – den späteren Ministerrat. An die Stelle der SMAD trat die Sowjetische Kontrollkommission (SKK).
Gegen Ende des Jahres wurde begonnen, Parteien und Massenorganisationen in der DDR zur Einheitsliste der Nationalen Front zusammenzuschließen.

## 1950

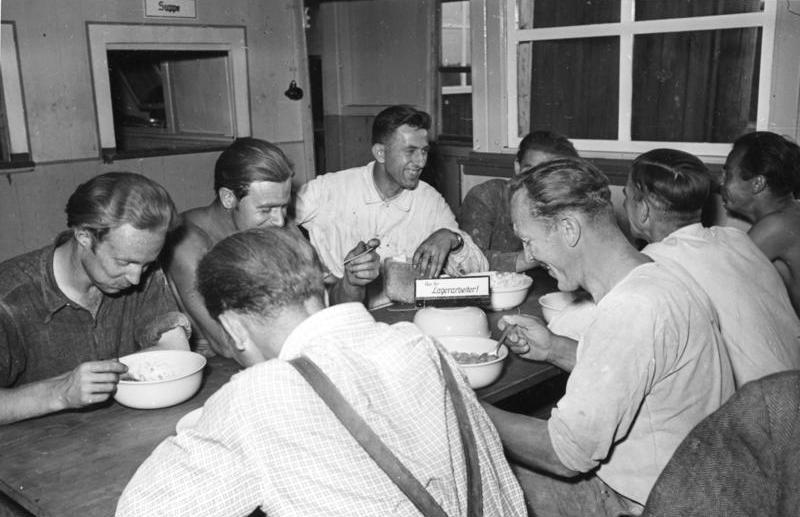
Flüchtlinge aus der DDR 1950 im Durchgangslager der mittelhessischen Stadt Gießen

Im Jahr 1950 wurde die DDR Mitglied im RGW (Rat für gegenseitige Wirtschaftshilfe, COMECON), der Wirtschaftsgemeinschaft der sozialistischen Länder.

Am 6. Juni 1950 unterzeichneten in Warschau der stellvertretende DDR-Ministerpräsident Walter Ulbricht und Polens Ministerpräsident Józef Cyrankiewicz eine Deklaration zur gegenseitigen Anerkennung der Oder-Neiße-Grenze. Im einen Monat später in Zgorzelec geschlossenen Görlitzer Abkommen „über die Markierung der festgelegten und bestehenden deutsch-polnischen Staatsgrenze“ wurde festgehalten, dass die Oder-Neiße-Grenze eine „unantastbare Friedens- und Freundschaftsgrenze“ sei, „die die beiden Völker nicht trennt, sondern einigt“.

Am 13. Juni 1950 erklärte die Mehrheit des Deutschen Bundestags in Übereinstimmung mit der Bundesregierung und dem Bundesrat, dass „gemäß dem Potsdamer Abkommen“ ungeachtet der von den Regierungen der DDR und Polens vereinbarten sogenannten Friedengrenze Deutschland in den Grenzen von 1937 fortbestehe. Außerdem habe niemand das Recht, „aus eigener Machtvollkommenheit Land und Leute preiszugeben oder eine Politik des Verzichts zu betreiben.“
Am 9. August plädierte Winston Churchill auf einer Tagung des Europarats in Straßburg für die Aufstellung einer westeuropäischen Armee. Konrad Adenauer formulierte daraufhin am 17. August ein Memorandum, das ohne Kenntnis des Bundestags den westlichen Alliierten übermittelt wurde. Adenauer forderte darin die Verstärkung alliierter Besatzungstruppen und die Integration deutscher Streitkräfte in ein westliches Verteidigungsbündnis.

Die ständige Zunahme der Flucht aus der Sowjetischen Besatzungszone und der DDR veranlasste im August den Bundestag zur Verabschiedung eines Notaufnahmegesetzes zur Regelung der rechtlichen und sozialen Eingliederung der Geflüchteten.

Der amerikanische Präsident Harry S. Truman ordnete am 9. September die Aufstellung einer westdeutschen Armee unter Oberbefehl der NATO an.

Gustav Heinemann trat aus Protest gegen die geheimen Verhandlungen zur Wiederbewaffnung Deutschlands am 9. Oktober als Innenminister zurück.
Am 20. Oktober protestierten auf der Prager Konferenz die Ostblockstaaten gegen eine westdeutsche Wiederbewaffnung.
Der französische Außenminister René Pleven legte der Nationalversammlung am 24. Oktober einen Plan für die Aufstellung einer westeuropäischen Armee unter gemeinsamen Oberbefehl vor. Der Pleven-Plan bezog deutsche Truppenkontingente mit ein.
Am 26. Oktober wurde durch Ernennung von Theodor Blank zum „Beauftragten des Bundeskanzlers für die mit der Vermehrung der alliierten Truppen zusammenhängenden Fragen“ das Amt Blank gegründet. Hieraus wurde einige Jahre später die Bundeswehr.

## 1951
Zum ersten Januar wurde der erste DDR-Fünfjahresplan verabschiedet. Die DDR ist nun in die Planwirtschaft der UdSSR einbezogen. Am 15. September appellierte die Volkskammer der DDR an den Deutschen Bundestag, gemeinsame Beratungen über eine Wiedervereinigung und freie gesamtdeutsche Wahlen aufzunehmen, nachdem Adenauer einen gleichlautenden Brief von Grotewohl negativ beantwortet hatte.
Auf einer Konferenz in Washington, D.C. beschlossen die Außenminister der drei Westalliierten am 24. September die Aufhebung des Besatzungsstatuts und eine Beteiligung der Bundesrepublik an der Europäischen Verteidigungsgemeinschaft (EVG).

## 1952
In der Stalin-Note schlug die Sowjetunion am 10. März Gespräche über einen Friedensvertrag vor, der ein neutrales, vereintes Deutschland vorsieht. Am 26. Mai wird der Deutschlandvertrag unterzeichnet. Mit der Ratifizierung der Europäischen Verteidigungsgemeinschaft hätte dies das Ende des Besatzungsstatuts für Westdeutschland bedeutet. Am nächsten Tag wurde der EVG-Vertrag in Paris unterzeichnet. Am gleichen Tag wurden auf Anordnung der SED-Führung die Telefonleitungen zwischen Ost- und West-Berlin sowie der DDR gekappt. Im Juni führte die DDR eine Passierscheinpflicht für die Einreise von Bundesbürgern und West-Berlinern ein. West-Berliner durften das Berliner Umland nur noch in Sonderfällen besuchen.
Zum Abschluss der II. Parteikonferenz der SED am 12. Juli erklärt Ulbricht den „Aufbau des Sozialismus“ zur grundlegenden Aufgabe in der DDR.

## 1953
Am 17. Juni entwickelte sich aus einem Streik in Ost-Berlin ein Volksaufstand in der gesamten DDR. Nur das schnelle Eingreifen der Gruppe der Sowjetischen Besatzungstruppen in Deutschland rettete den Staat vor dem Zusammenbruch. 

## 1954
Die Sowjetunion gewährte der DDR ab dem 25. März Souveränität.
Am 30. August lehnte die französische Nationalversammlung den EVG-Vertrag ab. Wegen der Bindung an diesen Vertrag wurde damit auch der Deutschlandvertrag nichtig. Infolge der Ratifizierung der Pariser Verträge wird die Bundesrepublik Deutschland am 23. Oktober Mitglied der NATO (NATO-Vertrag, zweiter Deutschlandvertrag). Der Bundestag billigte die Verträge im Februar 1955.

## 1955
Am 5. Mai trat der modifizierte Deutschlandvertrag in Kraft – das Ende des Besatzungsstatuts für Westdeutschland wurde damit zwar bekräftigt, einige Alliierte Vorbehaltsrechte bestehen jedoch weiterhin. Vier Tage später trat die Bundesrepublik der NATO bei.
Die DDR und weitere osteuropäischen Staaten beschlossen am 14. Mai den Warschauer Pakt zu gründen.
Am 7. Juni wurde die Bundeswehr gegründet, indem das Amt Blank in das „Bundesministerium für Verteidigung“ (BMVg) umgewandelt wurde. Erster Verteidigungsminister wurde Theodor Blank.
Auf Chruschtschows Einladung besuchte Konrad Adenauer am 14. September Moskau. Die Sowjetunion lehnte Adenauers Anspruch der Alleinvertretung für Deutschland ab. Nach langwieriger Verhandlung nahm die Bundesrepublik diplomatische Beziehungen zur Sowjetunion auf.
Am 29. November erklärte die SU, dass der sowjetische Sektor von Berlin (Ost-Berlin) Bestandteil der DDR sei und nicht mehr der Kontrolle durch die Alliierten unterliege. Die Westmächte wiesen dies unter Hinweis auf den Viermächte-Status der Stadt zurück.
Mit der Hallstein-Doktrin erklärte die Bundesrepublik im Dezember, dass die diplomatischen Beziehungen zu jedem Staat abgebrochen würden, der die DDR anerkenne.
Nach Angaben des Bonner Ministeriums für Gesamtdeutsche Fragen wurden in dem Jahr 1955 mehr als 250.000 Flüchtlinge aus der DDR und Ost-Berlin gezählt.

## 1956
Zum 2. Januar wurden die ersten 1000 Soldaten in die Teilstreitkräfte Heer, Luftwaffe und Marine der Bundeswehr einberufen. Die Volkskammer der DDR reagierte am 18. Januar mit dem Beschluss über die Aufstellung einer Nationalen Volksarmee (NVA).
In Westdeutschland entstand aus der Organisation Gehlen am ersten April der Bundesnachrichtendienst als westdeutscher Auslandsgeheimdienst. Erster Präsident war der ehemalige Generalmajor Reinhard Gehlen, der in der Zeit des Nationalsozialismus die Abteilung Fremde Heere Ost geleitet hatte
Am 21. Juli wurde in der Bundesrepublik die allgemeine Wehrpflicht eingeführt. Im West-Berliner Notaufnahmelager in Marienfelde traf am 20. September der einmillionste Flüchtling ein. Insgesamt sollen bis zu diesem Datum seit Gründung der DDR 1,72 Millionen Menschen die DDR verlassen haben. Nach der Niederschlagung des Volksaufstandes in Ungarn wurden in Ost-Berlin am 6. Dezember Professor Wolfgang Harich, der Leiter des Aufbau-Verlages Walter Janka und der Kulturredakteur Gustav Just wegen der „Bildung einer konspirativen Gruppe“ verhaftet und zu Freiheitsstrafen verurteilt.

## 1957
Am 1. Januar wird das Saarland ein Bundesland der Bundesrepublik Deutschland. Mit Unterzeichnung der Römischen Verträge am 25. März werden die Europäische Wirtschaftsgemeinschaft (EWG) und die Europäische Atomgemeinschaft (EAG) gegründet, nachdem 1951 bereits die Europäische Gemeinschaft für Kohle und Stahl (EGKS), die sogenannte Montanunion, ins Leben gerufen worden war. In allen drei Gemeinschaften ist die Bundesrepublik 12 Jahre nach Kriegsende neben Frankreich, Italien und den Benelux-Staaten eines der sechs Partnerländer.

## 1958
In der Zweiten Berlin-Krise fordert die Sowjetunion am 27. November mit dem Berlin-Ultimatum (Chruschtschow-Ultimatum) die Umwandlung West-Berlins in eine „Freie Stadt“.

## 1959
Nach der Einführung des Hammer- und Zirkel-Emblems auf der DDR-Staatsflagge am 7. Oktober erließ das Bundesinnenministerium am 4. November Richtlinien gegen „das Zeigen der Sowjetzonenflagge“, wonach das Zeigen der DDR-Fahne eine „Störung der verfassungsmäßigen Ordnung und damit der öffentlichen Ordnung“ darstellte.

## 1961

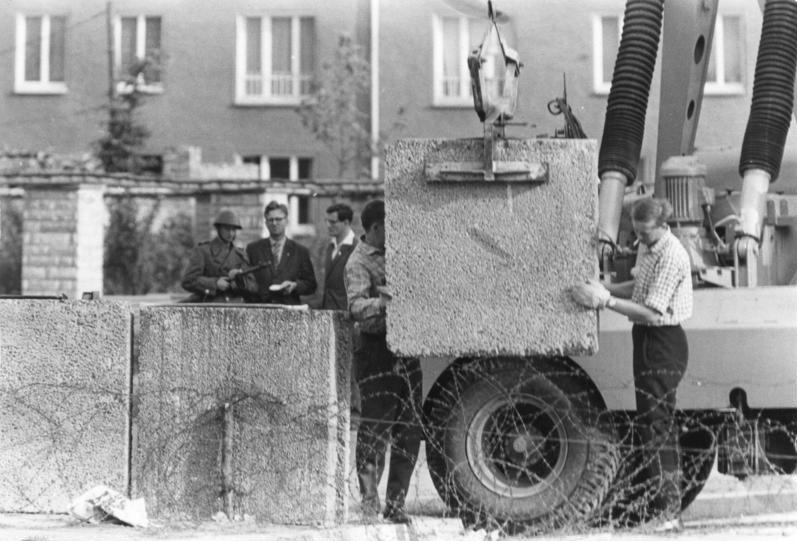
Mauerbau im August 1961

Im März trat bei der Eishockey-Weltmeisterschaft in Genf die Mannschaft der Bundesrepublik auf Anraten des Auswärtigen Amtes nicht zum Spiel gegen die Mannschaft der DDR an, weil sie sonst im Falle einer Niederlage der Hymne und der Flagge der DDR hätte Reverenz erweisen müssen. Das somit ausgefallene Spiel wurde 5:0 zugunsten der DDR gewertet und die Mannschaft der Bundesrepublik landete auf dem letzten Platz ihrer Gruppe.
Der US-Präsident John F. Kennedy verkündete am 25. Juli die drei Grundfreiheiten für Berlin: Anwesenheit westlicher Truppen in Berlin, freier Zugang von und nach Berlin, Freiheit und Lebensfähigkeit der Stadt.
Am 12. August flüchteten 3290 Menschen aus der DDR über die Sektorengrenze von Ost- nach West-Berlin. Um den Verlust an Einwohnern zu stoppen, riegelte die DDR schließlich die Grenzen zu West-Berlin und der Bundesrepublik vollständig ab. Mit dem Bau der Berliner Mauer wurde am 13. August begonnen. Der Betrieb der Berliner S-Bahn und U-Bahn zwischen beiden Stadthälften sowie aus den Westsektoren ins Umland wurde eingestellt. Bis zum 9. November 1989 blieb Berlin geteilt.
Nach der Zementierung der innerdeutschen Grenze nahm das westdeutsche NOK-Präsidium und der DSB-Vorstand am 16. August 1961 die sogenannten Düsseldorfer Beschlüsse an, wonach Sportveranstaltungen mit DDR-Sportgruppen in der Bundesrepublik nicht mehr genehmigt waren. Ebenso wurde es westdeutschen Sportlern untersagt, in der DDR an Wettkämpfen teilzunehmen.

## 1962
Die Westmächte protestieren am 24. August bei der UdSSR gegen die Tötungen an der Mauer.

## 1963
Auf dem 6. Parteitag bekräftigt die SED ihren Anspruch das „gesamte gesellschaftliche Leben der Republik zu leiten“. Vom 23. bis zum 26. Juni besuchte der amerikanische Präsident John F. Kennedy West-Berlin. In seiner Rede vor der Bevölkerung vor dem Schöneberger Rathaus am 26. Juni 1963 spricht er die berühmten Worte „Ich bin ein Berliner“. Im selben Jahr wurde Ludwig Erhard der Nachfolger Adenauers als Bundeskanzler. Er erklärte, dass die Bundesrepublik zu großen materiellen Opfern für die Wiedervereinigung bereit sei. Am 17. Dezember erfolgte das Passierscheinabkommen zwischen der DDR und West-Berlin. Die West-Berliner konnten nun befristet Verwandte in der DDR besuchen.
Nachdem bereits fünf Jahre zuvor einige belgisch verwaltete Gebiete wieder unter deutsche Verwaltung gelangten, gaben auch die Niederlande am 1. August 1963 Selfkant und Elten an die Bundesrepublik Deutschland zurück.

## 1964
Das DDR-Jugendgesetz wird verabschiedet. Demnach ist es „Aufgabe jeden jungen Bürgers, auf sozialistische Art zu arbeiten, zu lernen, zu leben“. Am 13. März wurde der Chemie-Professor an der Ostberliner Humboldt-Universität Robert Havemann wegen regimekritischer Äußerungen des Amtes enthoben. Der Kommunist und Widerstandskämpfer gegen die Nationalsozialisten hatte die dogmatische Verhärtung von Ideologie und Politik in der DDR kritisiert. Nach Inkrafttreten einer Passierscheinregelung besuchten am 2. November die ersten Rentner aus der DDR wieder ihre Verwandten in West-Berlin und der Bundesrepublik.
Bei den Olympischen Spielen in Innsbruck und Tokio traten die Athleten aus beiden deutschen Staaten zum letzten Mal in einer gesamtdeutschen Mannschaft an.

## 1965
Im nichtsozialistischen Ausland erhält die DDR die außenpolitische Anerkennung. Im selben Jahr besuchte Ulbricht Ägyptens Präsidenten Nasser.
Das Nationale Olympische Komitee der DDR wird vom IOC auf der Session in Madrid voll anerkannt. Der DDR wird damit das Recht auf eine eigene Olympiamannschaft zugesprochen.

## 1966
Aus einer Regierungskrise im Herbst 1966 geht Kurt Georg Kiesinger (CDU) als Bundeskanzler hervor. Es regiert erstmals eine Große Koalition aus CDU und SPD in der Bundesrepublik Deutschland.

## 1967
Am 20. Februar verabschiedet die Volkskammer das Gesetz über die Staatsbürgerschaft der DDR, das die bisherige deutsche Staatsbürgerschaft ablösen sollte. Ost-Berlin war in diese Regelung einbezogen.

## 1968
Der Prager Frühling wird durch den Warschauer Pakt niedergeschlagen. NVA-Verbände der DDR waren nicht beteiligt. Für den Reise- und Transitverkehr zwischen der Bundesrepublik und West-Berlin wird die Pass- und Visumpflicht eingeführt. Auf dem Kongress der „Gesellschaft für Sport und Technik“ (GST) wird die militärische Ausbildung für alle Jugendlichen in der DDR beschlossen, was wesentlich zur Militarisierung ihres Alltags beiträgt.
Bei den Olympischen Spielen in Grenoble und Mexiko-Stadt traten erstmals zwei deutsche Olympiamannschaften an, allerdings noch unter einer gemeinsamen, schwarz-rot-golden Flagge mit weißen olympischen Ringen. Noch im gleichen Jahr bekommt das NOK der DDR das Recht auf das Führen einer eigenen Flagge zugesprochen.

## 1969
Aus der Wahl des 6. Deutschen Bundestags am 28. September 1969 geht Willy Brandt als Sieger hervor. Zusammen mit dem neuen Außenminister Walter Scheel (FDP) leitet er die neue Ostpolitik mit dem Ziel „Wandel durch Annäherung“ ein und wendet sich damit von der seit 1955 geltenden Hallstein-Doktrin ab.

## 1970
An der Grenze zur Bundesrepublik beginnt die DDR mit der Installation von Selbstschussanlagen, Typ SM-70.
Vom 19. März bis zum 21. Mai fand ein Treffen von Brandt und Willi Stoph in Erfurt und Kassel statt. Dies war der Beginn einer vorsichtigen Annäherung zwischen Bundesrepublik und DDR. Am 12. August besuchte Willy Brandt Moskau. Beide Seiten vereinbaren dort erstmals nach Kriegsende Gewaltverzicht und den Verzicht auf Gebietsansprüche (Moskauer Vertrag). Im Warschauer Vertrag erkennen Polen und die Bundesrepublik am 7. Dezember die Oder-Neiße-Linie faktisch als polnische Westgrenze an.
In der Bundesrepublik wurde das Verbot des Zeigens der DDR-Fahne aufgehoben, nachdem das IOC gefordert hatte, dass bei den Olympischen Spielen 1972 in München die Durchführung des olympischen Protokolls gewährleistet werden müsste.

## 1971
Erich Honecker wird Erster Sekretär des Zentralkomitees der SED.
Im Viermächteabkommen werden Berlin am 3. September freie Zufahrtswege garantiert. Ab dem 17. Dezember regelt ein Transitabkommen den Reiseverkehr von und nach West-Berlin.

## 1972
Am 6. Oktober erließ die Führung zum Anlass des 23. Jahrestages der DDR-Gründung eine Amnestie für politische und kriminelle Straftäter. Nach offiziellen Angaben wurden mehr als 30.000 Personen entlassen, ein Teil von ihnen in den Westen. Der am 21. Dezember vereinbarte Grundlagenvertrag regelte die Beziehungen zwischen Bundesrepublik und der DDR.

## 1973
1973 besuchte der sowjetische KPdSU-Chef Leonid Breschnew die Bundesrepublik.
Die Bundesrepublik Deutschland und die Deutsche Demokratische Republik werden Mitgliedstaaten der Vereinten Nationen (UNO).

## 1974
Am 2. Mai öffneten die Ständigen Vertretungen der Bundesrepublik Deutschland und der Deutschen Demokratischen Republik in Bonn und Berlin.
In der Vorrunde der Fußball-Weltmeisterschaft fand am 22. Juni im Hamburger Volksparkstadion das einzige Spiel zwischen den beiden deutschen Fußballnationalmannschaften statt. Das Spiel wurde 1:0 von der Mannschaft der DDR gewonnen. Die Mannschaft der Bundesrepublik gewann in diesem Turnier die Weltmeisterschaft.

## 1976
Neben seinem Posten als Generalsekretär des ZK der SED wird Erich Honecker Vorsitzender des Staatsrats der DDR. Am 16. November wird der kritische Liedermacher Wolf Biermann aus der DDR ausgebürgert.

## 1983
Der DDR wird von der Bundesrepublik nach Vermittlung von Franz Josef Strauß ein Kredit in Höhe von 1 Mrd. DM gewährt, die Selbstschussanlagen werden anschließend abgebaut.

## 1987
Am 7. September wird der Staatsratsvorsitzende der DDR, Erich Honecker, von Bundeskanzler Helmut Kohl in Bonn empfangen.

## 1989
40 Jahre nach der Verkündigung des Grundgesetzes feiert die Bundesrepublik am 23. Mai ihr 40-jähriges Bestehen. Bei den Kommunalwahlen in der DDR 1989 kommt es zu von der Staatsführung geplanten Wahlfälschungen. Unbeirrt von Massenflucht und Montagsdemonstrationen feiert das SED-Regime das vierzigjährige Bestehen der DDR. Am 9. November 1989 fällt nach 28 Jahren Trennung die Berliner Mauer.

## 1990
Mit der Unterzeichnung des Zwei-plus-Vier-Vertrags durch die vier Siegermächte in Moskau wird die Wiedervereinigung von Bundesrepublik und DDR völkerrechtlich legitimiert und die alliierten Vorbehaltsrechte aufgehoben. Die volle staatliche Souveränität tritt am 15. März 1991 in Kraft.